# HD 44497
HD 44497，又名BD+12 1123，SAO 95599、HR 2287，是一颗恒星，视星等为6，位于銀經198.48，銀緯-0.56，其B1900.0坐标为赤經6h 16m 59.6s，赤緯+12° -0.56′ 9″。